# United Nations India-Pakistan Observation Mission
Die United Nations India-Pakistan Observation Mission (deutsch Beobachtermission der Vereinten Nationen in Indien und Pakistan, UNIPOM), eine UN-Friedensmission basierte auf der UN-Resolution 211 vom 20. September 1965 und fand vom September 1965 bis März 1966  statt.
Ziel des UN-Mandats war die Kontrolle des Waffenstillstands entlang der international anerkannten Grenze von Indien und Pakistan.
Geführt wurde UNIPOM aus den Hauptquartieren in Lahore in Pakistan und in Amritsar in Indien. Kommandierender General war der kanadische Brigadegeneral B.F. Macdonald. Eingesetzt waren knapp 100 Militärbeobachter, unterstützt durch lokale und internationale zivile Mitarbeiter. Zu Beginn wurden die Truppen aus den UNTSO- und UNMOGIP-Missionen zusammengestellt, die aus Australien, Belgien, Chile, Dänemark, Finnland, Irland, Italien, Kanada, Neuseeland, Niederlande, Norwegen und Schweden stammten, die dann aber bald durch die eigentlichen Truppen aus Äthiopien, Brasilien, Burma, Ceylon, Irland, Kanada, Nepal, Niederlande, Nigeria und Venezuela abgelöst wurden.